# Колесников, Иван Степанович (Герой Советского Союза)
Иван Степанович Колесников (18 ноября 1911, Новокубанский район — 28 мая 1994, Москва) — генерал-лейтенант Советской Армии, участник Великой Отечественной войны, Герой Советского Союза (1944).

## Биография
Иван Колесников родился 18 ноября 1911 года в станице Хуторок (ныне — город Новокубанск Краснодарского края). После окончания семи классов школы руководил заготпунктом в сельпо, общепитом в зональной опытной станции. В 1933 году Колесников был призван на службу в Рабоче-крестьянскую Красную Армию. В 1938 году он окончил Тбилисское военно-политическое училище, в 1940 году — курсы усовершенствования офицерского состава. С декабря 1941 года — на фронтах Великой Отечественной войны.
К сентябрю 1943 года гвардии подполковник Иван Колесников командовал 37-м гвардейским стрелковым полком 12-й гвардейской стрелковой дивизии 61-й армии Центрального фронта. Отличился во время битвы за Днепр. В ночь с 29 на 30 сентября 1943 года полк Колесникова в числе первых переправился через Днепр в районе деревни Глушец Лоевского района Гомельской области Белорусской ССР, захватил и удержал до переправы основных сил плацдарм на его западном берегу, нанеся немецким войскам большие потери.
Указом Президиума Верховного Совета СССР «О присвоении звания Героя Советского Союза генералам, офицерскому, сержантскому и рядовому составу Красной Армии» от 15 января 1944 года за «образцовое выполнение боевых заданий командования по форсированию реки Днепр и проявленные при этом мужество и героизм» гвардии подполковник Иван Колесников был удостоен высокого звания Героя Советского Союза с вручением ордена Ленина и медали «Золотая Звезда» за номером 1525.
После окончания войны Колесников продолжил службу в Советской Армии. В 1946 году он окончил Военную академию Генерального штаба. В 1960-е годы был военным комендантом Москвы. В 1972 году в звании генерал-лейтенанта Колесников вышел в отставку. Проживал в Москве.

Могила И. С. Колесникова

Умер 28 мая 1994 года, похоронен на Кунцевском кладбище Москвы.
Был также награждён четырьмя орденами Красного Знамени, орденами Суворова 2-й степени и Отечественной войны 1-й степени, двумя орденами Красной Звезды и рядом медалей.